# Équipe de Belgique de football en 1908
Maillots
Chronologie
Saison précédente Saison suivante
L'équipe de Belgique de football dispute six matchs en 1908. Son bilan se solde par 3 victoires et 3 défaites. Ces matchs marquent l'ouverture de la sélection aux autres nations européennes puisque outre les rencontres contre les sélections néerlandaise et française, les Belges affrontent trois nouveaux adversaires : l'Angleterre, l'Allemagne et la Suède.

## Résumé de la saison
Pour sa quatrième édition depuis l'officialisation des rencontres par la fédération internationale, la Coupe Van den Abeele est remportée pour la troisième fois par les Pays-Bas (1-4) à Anvers le 29 mars 1908,,,.
Deux semaines plus tard, le 12 avril, les Belges en visite à Colombes battent leurs voisins français (1-2),.
Alors que jusque-là les matchs internationaux de la Belgique se résumaient annuellement à une double confrontation contre les Pays-Bas et une rencontre face à la France, les Diables Rouges se frottent aux inventeurs de la balle au pied (les Anglais) à partir de 1908. C'est toutefois une délégation d'amateurs anglais qu'ils rencontrent le 18 avril et qui s'impose très largement (2-8). 

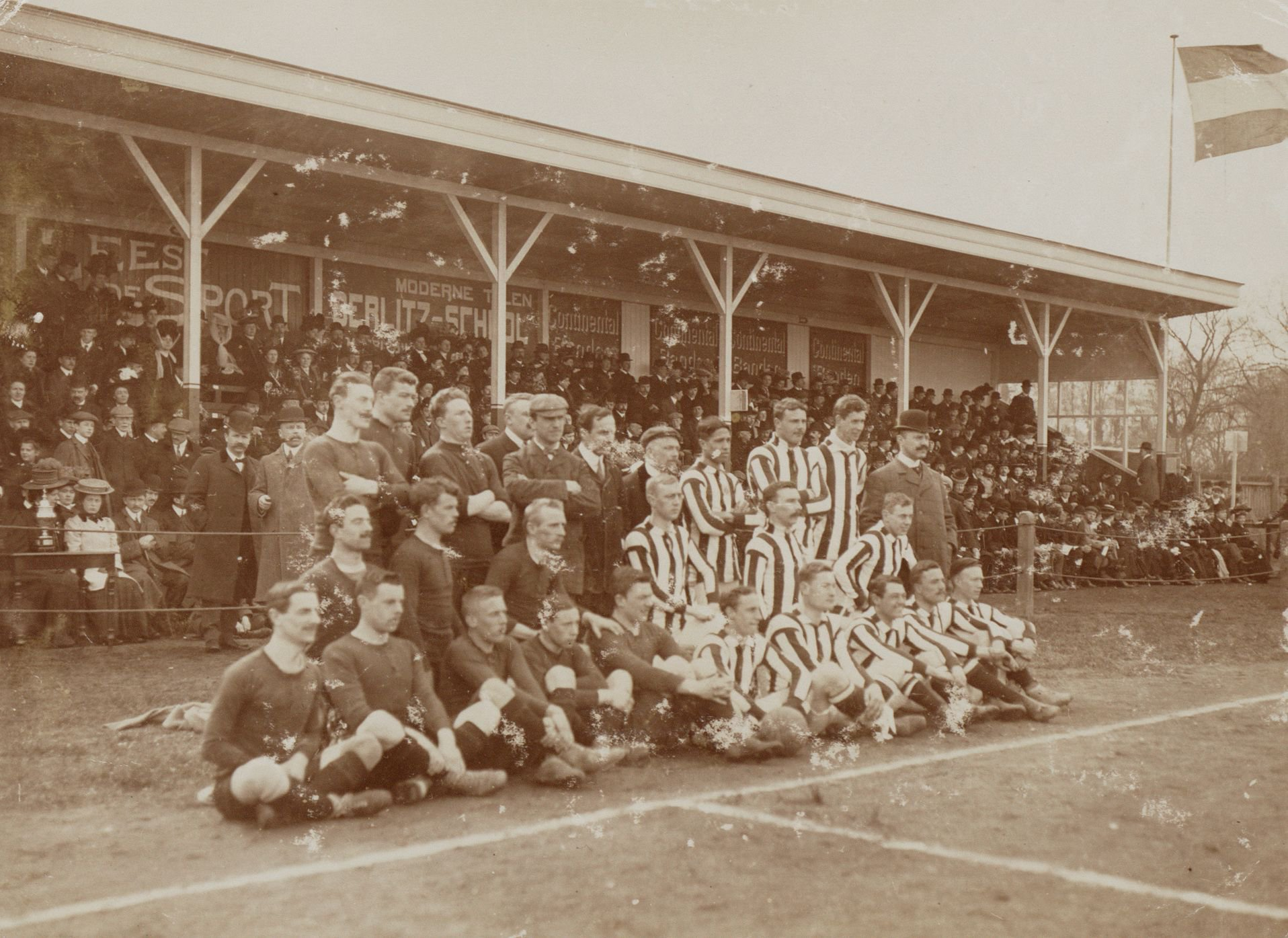
Les équipes néerlandaise et belge le 26 avril 1908 à Rotterdam.

Le 26 avril, les Pays-Bas reçoivent la Belgique à Rotterdam pour la classique Rotterdamsch Nieuwsblad Beker et l'emportent (3-1) dans les nouvelles installations du Sparta Rotterdam,.
Un mois plus tard, le 24 mai, les Belges reçoivent à Liège pour la première fois l'Allemagne, qui venait de perdre les deux premiers matchs de son histoire face à la Suisse et l'Angleterre. Les Belges s'imposent dans une rencontre qui n'est cependant pas considérée comme officielle et où le score final (3-0) était déjà fixé au repos,,,.
Le football est l'un des vingt-deux sports officiels aux Jeux olympiques de 1908. La Belgique renonce toutefois à participer à la compétition qui se déroule par matchs à élimination directe (quarts de finale, demi-finales et finale) du 19 au 24 octobre.
Pour terminer l'année, outre l'Angleterre et l'Allemagne, l'équipe nationale belge profite également d'un halte à Bruxelles de l'équipe suédoise, sur leur trajet de retour de Londres où ils ont disputé les Jeux olympiques, pour varier les oppositions et se mesurer à cette sélection le 26 octobre. Les Belges l'emportent (2-1) face aux récents quatrièmes du tournoi olympique,,.

## Les matchs
| Match amical Coupe Van den Abeele                             | Belgique      | 1 - 4   | Pays-Bas                                           | Kiel Anvers, Belgique                                 |                                                       |
| 29 mars 1908 · 14:45 heure locale · Historique des rencontres | Vertongen 81e | (0 – 1) | Ruffelse (nl) 12e · Thomée 50e 74e · de Korver 85e | Spectateurs : 2 000 Arbitrage : Patrick Harrower (en) | Spectateurs : 2 000 Arbitrage : Patrick Harrower (en) |
| 29 mars 1908 · 14:45 heure locale · Historique des rencontres | Rapport       |         |                                                    | Spectateurs : 2 000 Arbitrage : Patrick Harrower (en) | Spectateurs : 2 000 Arbitrage : Patrick Harrower (en) |

| Match amical                                                   | France            | 1 - 2   | Belgique        | Stade du Matin Colombes, France           |                                           |
| 12 avril 1908 · 15:00 heure locale · Historique des rencontres | Verlet 76e (pen.) | (0 – 2) | De Veen 22e 29e | Spectateurs : 498 Arbitrage : James Stark | Spectateurs : 498 Arbitrage : James Stark |
| 12 avril 1908 · 15:00 heure locale · Historique des rencontres | Rapport           |         |                 | Spectateurs : 498 Arbitrage : James Stark | Spectateurs : 498 Arbitrage : James Stark |

| Match amical                                                   | Belgique        | 2 - 8   | Angleterre amateur                                                                 | Vélodrome de Longchamps Uccle, Belgique              |                                                      |
| 18 avril 1908 · 15:00 heure locale · Historique des rencontres | De Veen 28e 46e | (1 – 4) | Berry 4e 83e · Stapley 11e 24e · Hustin 39e (csc) · Woodward 66e 70e · Hardman 85e | Spectateurs : 4 000 Arbitrage : Gerard Dyxhoorn (nl) | Spectateurs : 4 000 Arbitrage : Gerard Dyxhoorn (nl) |
| 18 avril 1908 · 15:00 heure locale · Historique des rencontres | Rapport         |         |                                                                                    | Spectateurs : 4 000 Arbitrage : Gerard Dyxhoorn (nl) | Spectateurs : 4 000 Arbitrage : Gerard Dyxhoorn (nl) |

Note : Première rencontre officielle entre les deux nations.
| Match amical Rotterdamsch Nieuwsblad Beker                     | Pays-Bas                                     | 3 - 1   | Belgique  | Prinsenlaan Rotterdam, Pays-Bas                |                                                |
| 26 avril 1908 · 14:30 heure locale · Historique des rencontres | Snethlage 22e · Thomée 31e (pen.) 60e (pen.) | (2 – 0) | Saeys 89e | Spectateurs : 10 000 Arbitrage : John Howcroft | Spectateurs : 10 000 Arbitrage : John Howcroft |
| 26 avril 1908 · 14:30 heure locale · Historique des rencontres | Rapport                                      |         |           | Spectateurs : 10 000 Arbitrage : John Howcroft | Spectateurs : 10 000 Arbitrage : John Howcroft |

| Non officiel                                                 | Belgique                            | 3 - 0   | Allemagne | Plaine du Champ d'Oiseaux Liège, Belgique       |                                                 |
| 24 mai 1908 · 15:30 heure locale · Historique des rencontres | Van Hege 2e 25e · Vanderstappen 23e | (3 - 0) |           | Spectateurs : 2 000 Arbitrage : Fernand Jenicot | Spectateurs : 2 000 Arbitrage : Fernand Jenicot |

Note : Ce match amical ne fut pas reconnu comme rencontre officielle et ne figure donc pas dans les statistiques officielles des deux équipes.
| Match amical                                                     | Belgique                     | 2 - 1   | Suède          | Stade du Vivier d'Oie Uccle, Belgique         |                                               |
| 26 octobre 1908 · 15:00 heure locale · Historique des rencontres | Kevorkian 30e · Goossens 31e | (2 – 1) | Gustafsson 39e | Spectateurs : 800 Arbitrage : Charles Barette | Spectateurs : 800 Arbitrage : Charles Barette |
| 26 octobre 1908 · 15:00 heure locale · Historique des rencontres | Rapport                      |         |                | Spectateurs : 800 Arbitrage : Charles Barette | Spectateurs : 800 Arbitrage : Charles Barette |

Note : Première rencontre officielle entre les deux nations.

## Les joueurs
| Joueurs                | Joueurs                   | Amical | Amical | Amical | Amical | Non officiel | Amical |
| ---------------------- | ------------------------- | ------ | ------ | ------ | ------ | ------------ | ------ |
| Gardiens de but        |                           |        |        |        |        |              |        |
| Robert Hustin          | Racing Club de Bruxelles  | 90     |        | 90     |        |              |        |
| Henri Leroy            | Racing Club de Bruxelles  |        | 90     |        | 90     | 90           | 90     |
| Défenseurs             |                           |        |        |        |        |              |        |
| Joseph Robyn           | Daring Club de Bruxelles  | 90     |        |        |        |              |        |
| Edgard Poelmans        | Union Saint-Gilloise      | 90     | 90     | 90     | 90     | 90           |        |
| Guillaume Vanden Eynde | Union Saint-Gilloise      | 90     | 90     | 90     | 90     | 90           | 90     |
| Charles Cambier        | FC Brugeois               | 90     | 90     | 90     | 46e    |              | 90     |
| Roger Piérard          | Union Saint-Gilloise      |        | 90     | 90     | 90     | 90           |        |
| Louis Joux             | Léopold Football Club     |        |        |        |        |              | 90     |
| Gaston Hubin           | Excelsior SC de Bruxelles |        |        |        |        |              | 90     |
| Milieux                |                           |        |        |        |        |              |        |
| Camille Van Hoorden    | Racing Club de Bruxelles  | 90     | 90     | 90     | 90     | 90           | 90     |
| Maurice Tobias         | Union Saint-Gilloise      | 90     | 90     | 90     | 90     | 90           |        |
| Georges Mathot         | Racing Club de Bruxelles  | 90     |        |        | 46e ,  |              |        |
| Jules Suetens          | Antwerp FC                |        |        |        | 90     |              |        |
| Fernand Sauveur        | FC Liégeois               |        |        |        |        | 90           |        |
| Fernand Goossens       | Racing Club de Bruxelles  |        |        |        |        |              | 90 ,   |
| Attaquants             |                           |        |        |        |        |              |        |
| Maurice Vertongen      | Racing Club de Bruxelles  | 90     | 90     |        |        | 90           |        |
| Louis Saeys            | CS Brugeois               | 90     | 90     | 90     | 90     |              |        |
| Edgard Van Boxtaele    | FC Brugeois               | 90     | 90     |        |        |              | 90     |
| Robert De Veen         | FC Brugeois               |        | 90     | 90     | 90     |              |        |
| Gustave Vanderstappen  | Union Saint-Gilloise      |        |        | 90     |        | 90           |        |
| Georges Hebdin         | Union Saint-Gilloise      |        |        | 90     | 90     | 90           |        |
| Louis Van Hege         | Union Saint-Gilloise      |        |        |        |        | 90           |        |
| Guillaume Meulders     | Racing Club de Gand       |        |        |        |        |              | 90,    |
| Vahram Kevorkian       | Beerschot AC              |        |        |        |        |              | 90 ,   |
| Désiré Paternoster     | FC Brugeois               |        |        |        |        |              | 90     |

1. 1 2  Premier remplacement de l'histoire de l'équipe nationale.

1. 1 2 3 4 5 6 7 8 9 10 11  Première sélection officielle pour le joueur.
2. 1 2 3 4 5  Dernière sélection officielle pour le joueur.
3. 1 2 3 4  Premier but officiel pour le joueur.

## Sources